# Papamosques de collar
El papamosques de collar (Ficedula albicollis) és una espècie d'ocell de la família dels muscicàpids (Muscicapidae) que cria als boscos, jardins i ciutats d'Europa, des de França oriental i Itàlia, cap a l'est fins a Ucraïna i Rússia occidental. Passa l'hivern a l'Àfrica Meridional. Ocasionalment es presenta als Països Catalans. El seu estat de conservació es considera de risc mínim.